# Night Train to Mundo Fine
Night Train to Mundo Fine, ook bekend als Red Zone Cuba, is een Amerikaanse dramafilm uit 1966. De film werd geregisseerd en geschreven door Coleman Francis, die tevens de hoofdrol voor zijn rekening nam.

## Verhaal
De gedetineerde Griffin ontsnapt uit de gevangenis. Kort na zijn ontsnapping ontmoet hij Cook en Landis. De drie vluchten samen verder naar een landingsbaan die wordt gerund door Cherokee Jack. Hij brengt de drie per vliegtuig naar een militair trainingskamp, waar de drie betaald krijgen om mee te doen aan de invasie in de Varkensbaai.
Achteraf ontdekken de drie dat de belofte dat ze betaald zouden krijgen voor hun deelname een leugen is. Ze proberen te ontsnappen, maar worden betrapt en toch gedwongen om Cuba binnen te vallen. Daar vallen ze al snel in handen van het Cubaanse leger.
De drie worden ter dood veroordeeld, maar kunnen ontsnappen voordat hun executie plaatsvindt. Ze laten hierbij hun zwaargewonde en eveneens gevangen officier achter, ondanks dat die hun belooft een deel van zijn familiemijn te geven als ze hem helpen. Ze vinden een kleine luchthaven en stelen een vliegtuigje om mee terug te keren naar de VS.
Terug in de VS plegen de drie mannen een reeks misdaden om bij het huis van hun voormalige officier te komen, omdat ze het hebben voorzien op de wolfraam in de mijn naast het huis. Maar voor het zover kan komen worden ze opgespoord door de politie. Cook en Landis geven zich over, terwijl Griffin sterft in een vuurgevecht.

## Rolverdeling
| Acteur          | Personage             |
| --------------- | --------------------- |
| Coleman Francis | Griffin / Verteller   |
| Anthony Cardoza | Landis / Fidel Castro |
| Harold Saunders | Cook                  |
| John Carradine  | Mr. Wilson            |
| John Morrison   | Joe                   |
| George Prince   | Cherokee Jack         |
| Lanell Cado     | Ruby Chastain         |
| Tom Hanson      | Bayiev Chastain       |
| Julian Baker    | Sheriff               |
| Charles Harter  | Cliff Weismeyer       |

## Achtergrond
Op 17 december 1994 werd de film onder de titel Red Zone Cuba bespot in een aflevering van de televisieserie Mystery Science Theater 3000. Daarmee was dit de tweede film van Coleman Francis die een MST3K-behandeling kreeg.
Een van de voornaamste grappen in de aflevering was dat Mike en de robots Francis' personage bleven vergelijken met Curly Howard van de Three Stooges.